# Geografia del Sudafrica

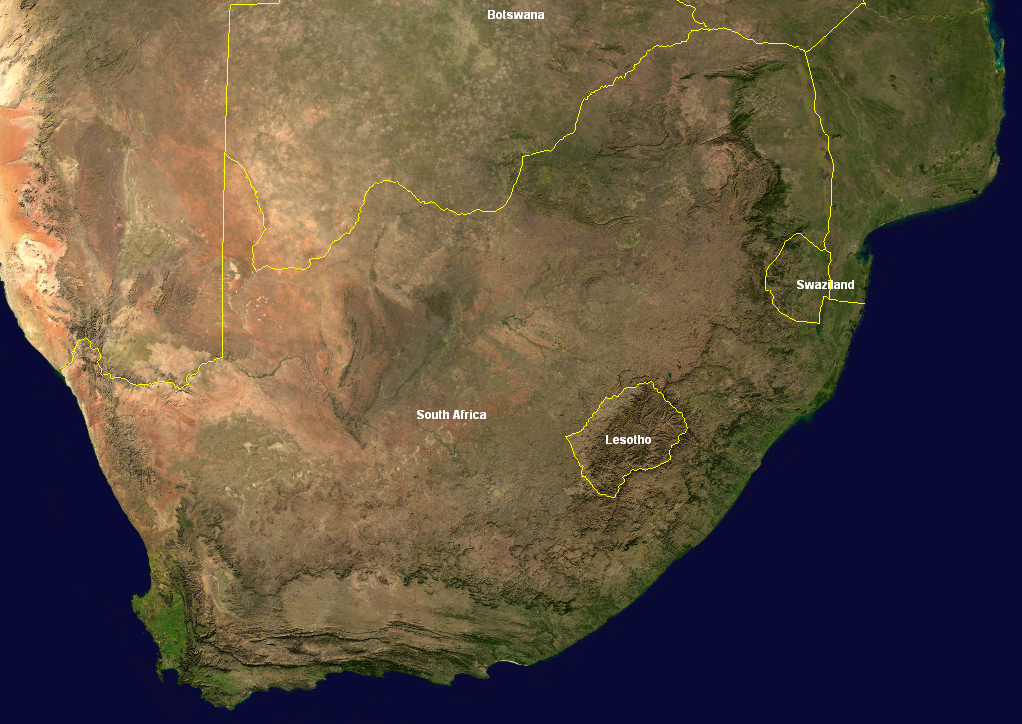
Immagine satellitare del Sudafrica (NASA)

Il Sudafrica è il paese che occupa tutta l'estremità meridionale dell'Africa, con l'eccezione di due aree di dimensioni minori occupate dall'enclave del Lesotho e dallo Swaziland. La lunga linea costiera si affaccia a ovest e sudovest sull'Oceano Atlantico e ad est e sudest sull'Indiano, con il punto di demarcazione fra i due oceani convenzionalmente collocato in corrispondenza del promontorio sudafricano di Cape Agulhas; l'incontro delle correnti oceaniche provenienti dai due oceani influisce fortemente sul clima della costa, causando frequenti marosi, pioggia e tempeste. La geografia interna del paese è dominata da un ampio e complesso sistema di altopiani, in parte desertici o semi-desertici, delimitati da sistemi montuosi di una certa rilevanza, con alcuni dei picchi più elevati dell'Africa meridionale. I fiumi e i laghi sono pochi e, con pochi eccezioni, di dimensioni ridotte.

## Dati generali

### Posizione e area

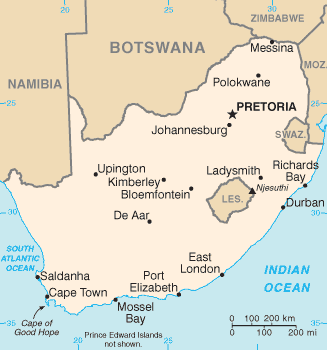
Cartina del Sudafrica

Il Sudafrica occupa l'estremità meridionale del continente africano, e appartiene alla macroregione dell'Africa meridionale insieme a Botswana, Lesotho, Namibia e Swaziland. Il paese ha un'area complessiva di 1.221.037 km² (circa due volte la Francia), e misura circa 1.600 km sia da nord a sud che da est a ovest; è quasi interamente a sud del Tropico del Capricorno. Ha confini con il Botswana (1.840 km), l'enclave del Lesotho (909 km), il Mozambico (491 km), la Namibia (967 km), lo Swaziland (430 km) e lo Zimbabwe (225 km).
Il Sudafrica ha 2.500 km ininterrotti di costa, dall'estremità occidentale (che si affaccia sull'Oceano Atlantico e confina con la Namibia) a quella orientale (che si affaccia sull'Oceano Indiano, al confine col Mozambico).
La linea di demarcazione che suddivide convenzionalmente l'Oceano Indiano da quello Atlantico tocca la costa sudafricana a Cape Agulhas, circa 150 km a est del Capo di Buona Speranza. Appartengono al Sudafrica numerose isole minori lungo la costa, nonché l'arcipelago subantartico delle Isole del Principe Edoardo, situato circa 2000 km a sud di Città del Capo.

### Territorio

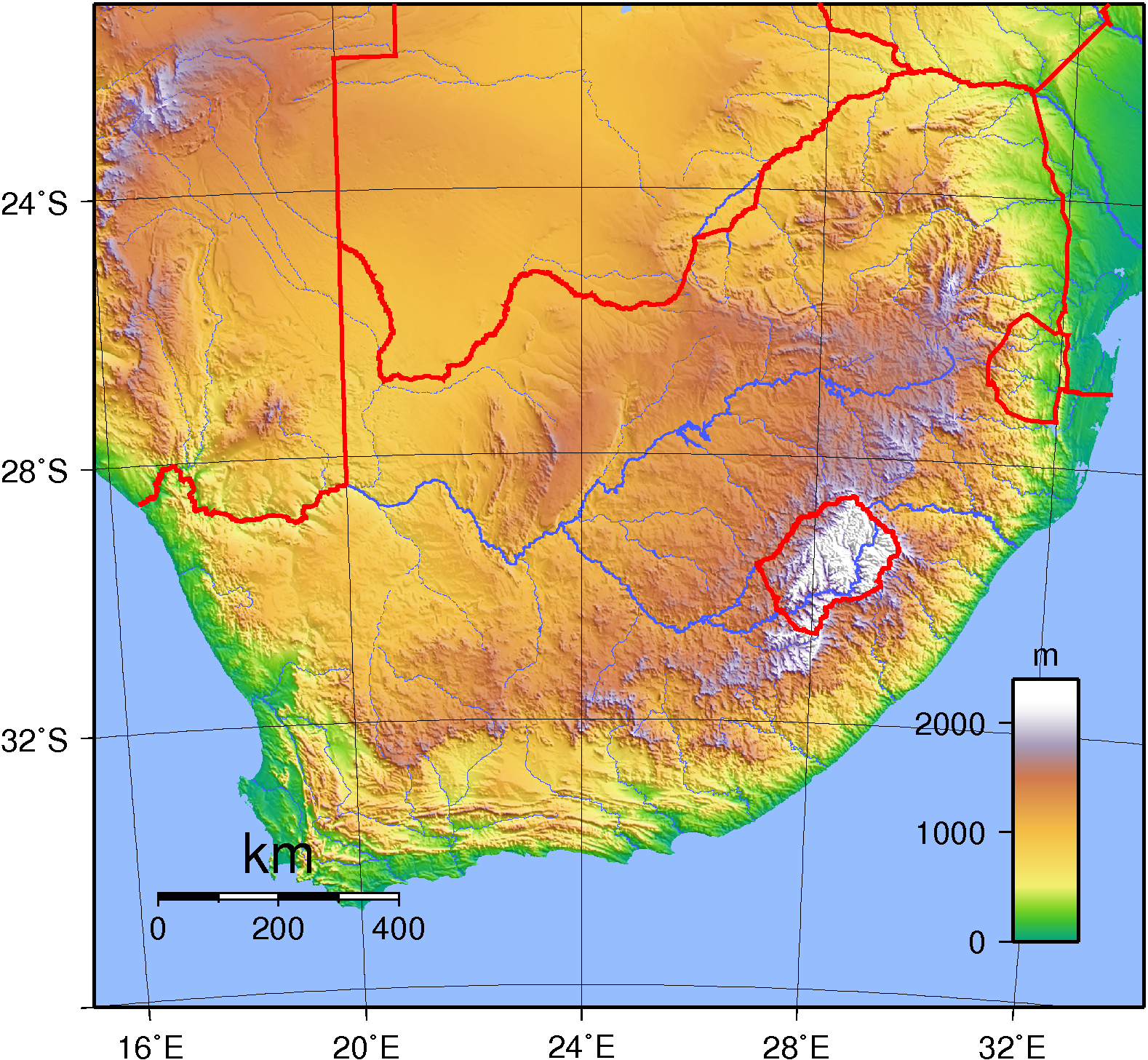
Cartina topografica del Sudafrica

Il territorio del Sudafrica è caratterizzato da una grande varietà di climi, paesaggi, ed ecosistemi. Si possono distinguere tre regioni principali: gli altopiani, le catene montuose e la costa.
Il sistema degli altopiani costituisce gran parte del territorio interno del Sudafrica, sviluppandosi a diverse altitudini. L'ambiente predominante è il veld, la prateria, che a seconda dell'altitudine e della latitudine si presenta come prateria montana ("highveld"), pianura erbosa o savana; la savana sfuma in ambienti semi-desertici o desertici soprattutto alle basse altitudini.
Gli altopiani centrali sono delimitati da una cintura semicircolare di sistemi montuosi che li separa dalla costa. Il sistema montuoso predominante, è quello della Grande Scarpata, costituito da una serie di catene montuose che raggiungono le massime altitudini all'estremità orientale dell'arco, nei monti Drakensberg, al confine col Lesotho.
Al di là dei monti, sulla costa, l'altitudine scende fino al livello del mare, anche se non mancano tratti di costa scoscesi e privi di spiagge. Sulla costa il clima è più mite e piovoso e in alcuni casi paragonabile a quello mediterraneo, che favorisce lo sviluppo di una vegetazione che pur essendo in larga parte endemica ricorda spesso la macchia mediterranea. Laddove gli altopiani interni sono più lontani dalla costa, come nella zona a nord-est di Città del Capo, il clima mite raggiunge l'interno e il paesaggio è caratterizzato da campagne ancora di tipo europeo, che alimentano una vasta produzione agricola e in particolare vinicola.
Il maggior fiume è l'Orange, che percorre 1860 km scarsamente navigabili per le frequenti rapide e cascate; termina nell'Oceano Atlantico. Tra i suoi affluenti vi è il Molopo (1000 km circa), che per un lungo tratto segna il confine col Botswana.
Nell'Oceano Indiano si getta il secondo fiume del Paese, il Limpopo (1600 km).

### Clima
Il clima generale del paese viene classificato come complessivamente semi-arido a causa delle vaste distese di deserto e savana, ma entro i suoi confini si osserva una varietà climatica paragonabile a quella topografica. Il tratto climatico del paese sono i forti venti, che spirano quasi tutto l'anno da sud-est o da nord-ovest, e l'assenza di precipitazioni di rilievo nei mesi estivi.

### Punti estremi

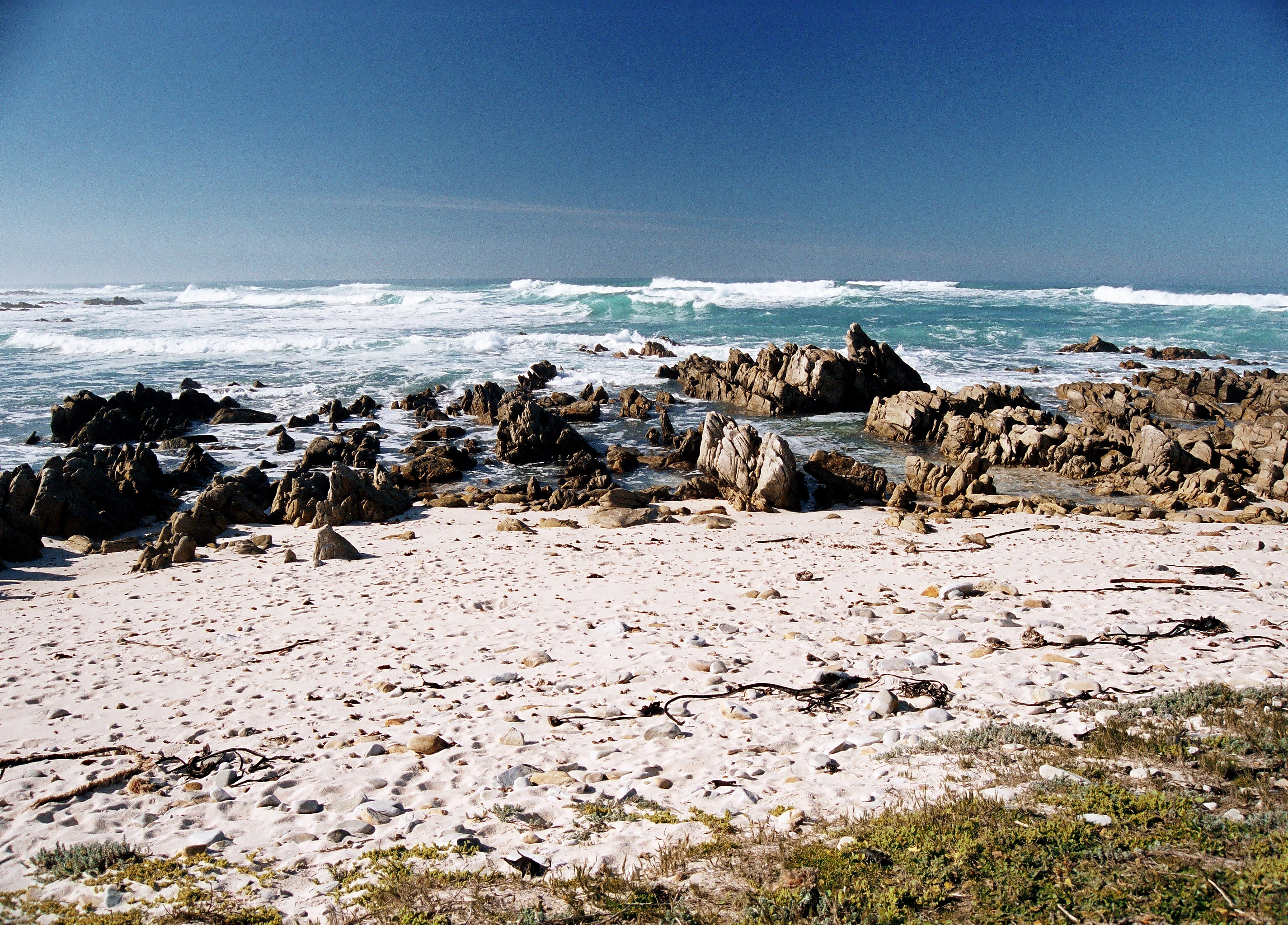
Cape Agulhas, estremità meridionale del Sudafrica

- Punto più a nord: Beitbridge, Provincia del Limpopo (22°20'S)
- Punto più a sud (isole incluse): Isola di Marion, Isole del Principe Edoardo (46°54'S)
- Punto più a sud (continentale): Cape Agulhas, Provincia del Capo Occidentale (34°51'S)
- Punto più a ovest: Alexander Bay, Provincia del Capo Settentrionale (16°31'E)
- Punto più a est (isole incluse): Isola del Principe Edoardo, Isole del Principe Edoardo (38°02'E)
- Punto più a est (continentale): Kosi Bay, Provincia di KwaZulu-Natal
- Punto più elevato: cima di Njesuthi (3.408 m s.l.m.), catena dei Drakensberg
- Punto più basso: costa (0 m s.l.m.)
- Fiume più lungo: Orange (2.200 km)
- Lago più esteso: Chrissie

## Altopiani centrali
Il territorio del Sudafrica è dominato da un sistema di altopiani centrali, delimitati a est, sud e ovest dai sistemi montuosi della Grande Scarpata.
Il paesaggio dell'altopiano centrale è estremamente vario. L'altitudine varia da 600 a 2.500 m e le precipitazioni annue da 200 a 1200 mm. La parte occidentale, che si fonde nel Kalahari a nordovest, è quella più arida, è caratterizzata da aree di vegetazione arbustiva, di savana e dalla regione semi-desertica del Karoo. La parte orientale del Karoo si estende verso nord in misura minore, sfumando nel pianoro della provincia di Free State. Verso nord, l'altopiano declina gradualmente nella valle del Limpopo.
A nord del fiume Vaal si estende la regione dell'Highveld, con un'altitudine media di 1750 m.
Oltre l'Highveld verso nordest e verso il tropico del Capricorno si estendono gli altopiani più bassi del Lowveld e del Bushveld; all'interno di si trovano i sistemi di colline e bassi rilievi del Witwatersrand e del Magaliesberg.

### Altopiani in quota

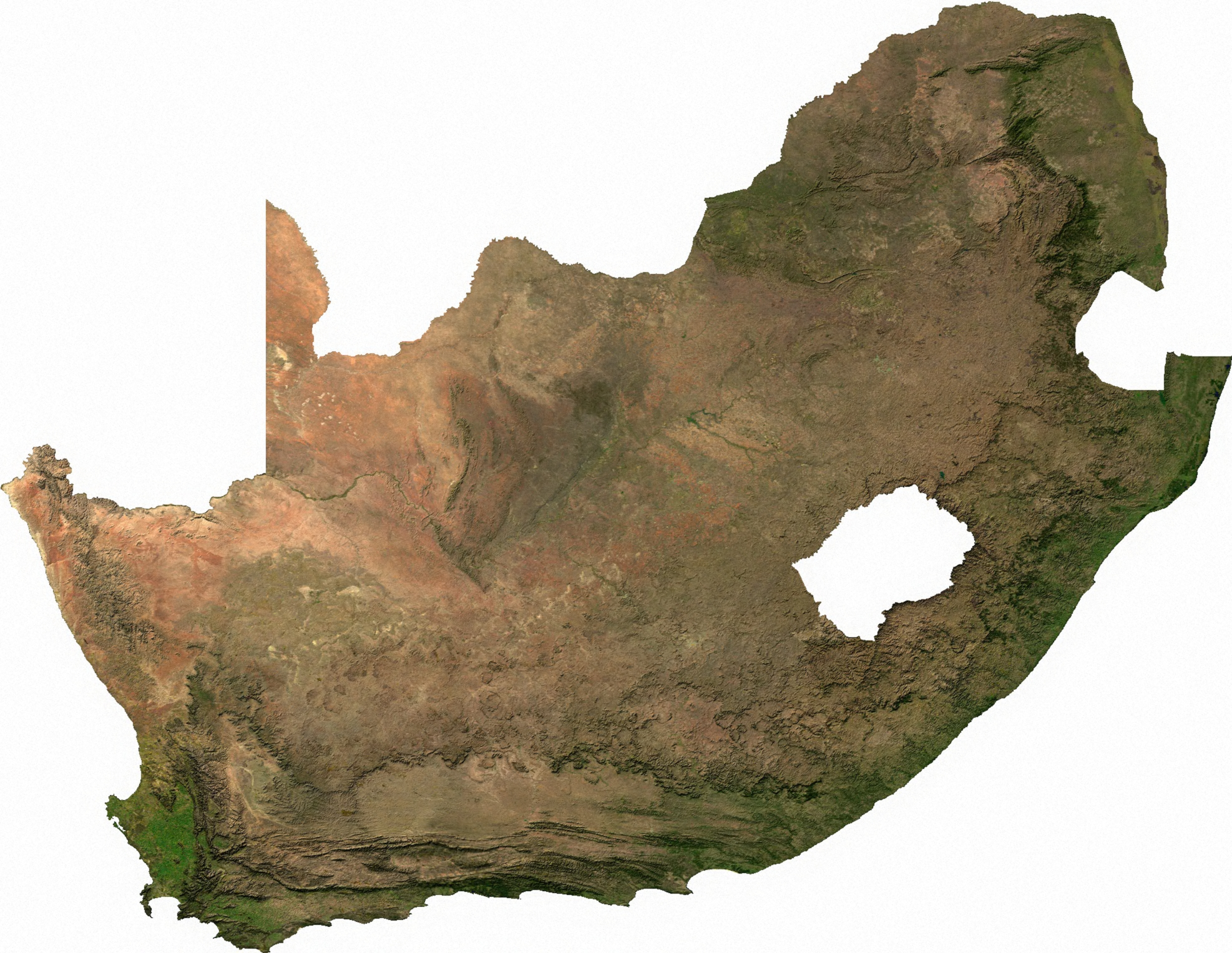
Immagine satellitare del Sudafrica

L'altopiano centrale è suddiviso in una serie di aree distinte per clima, altitudine e morfologia. Le zone di maggiore altitudine sono l'Altopiano del Capo, l'Altopiano di Free State, l'Alto Veld, l'Altopiano del Lesotho, l'Altopiano del Limpopo e il Grande Karoo.

#### Altopiano del Capo
L'Altopiano del Capo (in inglese "Cape Plateau") si estende fra le città di Kimberley e Upington, e a nord fino al fiume Orange e alle colline di Kuruman. La vegetazione è desertica e semidesertica, simile a quella di alcune aree del Kalahari, e l'altitudine varia da 600 a 900 m.
L'Altopiano del Capo ha un clima arido, molto caldo d'estate e freddo nelle notti invernali, con occasionali ghiacciate. Le precipitazioni annuali non superano i 600 mm anche nelle zone più piovose, e le temperature medie vanno da 14 a 32 °C in estate e fra 0 e 20 °C in inverno.

#### Altopiano di Free State
L'Altopiano di Free State (in inglese "Free State Plateau") occupa l'intera provincia di Free State, esclusa l'area a est di Bethlehem, e confina a nord col bacino del fiume Vaal. A nord e est confina con l'Alto Veld. Il panorama è costituito soprattutto da praterie con basse colline, che vanno aumentando per numero e altezza verso sud e sudest, dove l'Altopiano di Free State sfuma nell'Altopiano del Karoo e in quello del Lesotho. L'altitudine varia da 1.250 a 1.700 m.

#### Alto Veld
L'Alto Veld (in inglese "Highveld") si trova a nord del fiume Vaal; occupa la regione orientale della provincia di Free State, la provincia di Mpumalanga meridionale, la parte centro-meridionale del Gauteng (inclusa la città di Johannesburg) e una porzione orientale della provincia del Nordovest. È costituito da vaste praterie punteggiate di colline, ad altitudini comprese fra 1.250 m e 1.750 m. Le massime altitudini si raggiungono nella parte settentrionale, dove il Veld è delimitato dai sistemi collinari e montuosi di Magaliesberg e Witwatersrand e dalla scarpata dello Mpumalanga. Verso ovest l'altopiano declina sfumando nel Kalahari.
Le precipitazioni annuali comprese fra 400 e 1200 mm e l'altitudine fanno sì che le temperature non raggiungano mai valori estremi di caldo, mantenendosi su una media annuale compresa fra i 14 e i 18 °C.

#### Altopiano del Lesotho
L'Altopiano del Lesotho (in inglese "Lesotho Highlands") si trova ai confini con il regno del Lesotho, nella parte più alta della Grande Scarpata, presso i monti Drakensberg. È la parte dell'altopiano centrale sudafricano che raggiunge le massime altitudini (da 1.280 m a 2.818 m), circondato da alte montagne separate da profonde vallate. La vegetazione comprende boscaglia alpina, praterie montane e zone isolate di foresta montana africana. Le temperature invernali sono molto fredde, con nevicate frequenti.

#### Altopiano del Limpopo
L'Altopiano del Limpopo (in inglese "Limpopo Highlands") si trova nella Provincia del Capo Settentrionale, orientato in direzione est-ovest secondo il corso del fiume Limpopo. L'altopiano costeggia il sistema montuoso del Waterberg a ovest, e quelli del Blouberg e del Soutpansberg verso est. La morfologia della regione comprende soprattutto monti relativamente bassi, con pochi picchi isolati; l'altitudine varia fra 800 e 1.750 m. La vegetazione comprende zone aride con arbusti montani, foreste semi-decidue e praterie montane. Le precipitazioni annue variano da 400 a 800 mm e le temperature da 14 a 20 °C.

#### Grande Karoo

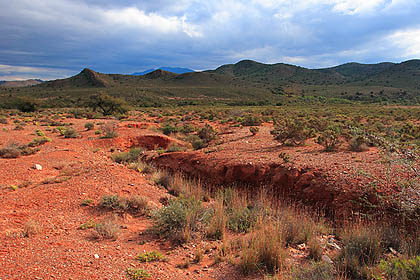
Panorama del Karoo

La regione del Grande Karoo si sviluppa nella zona meridionale della Provincia del Capo Settentrionale e in quella settentrionale della Provincia del Capo Orientale, da Calvinia a ovest fino al confine col Lesotho a est. A sud confina con la Grande Scarpata.
Il Karoo ha un clima arido analogo a quello dell'Altopiano del Capo, che diventa gradualmente più mite e piovoso verso est, dove il Karoo sfuma nell'Altopiano di Free State.

### Regioni a bassa quota
Sebbene la morfologia del Sudafrica sia dominata dal sistema degli altopiani centrali, si distinguono anche alcune zone a bassa quota. Oltre alla fascia costiera, al livello del mare, sono aree di modesta altitudine anche il Lowveld, il Bushveld, il Cape Middleveld, il bacino del Kalahari e la pianura del Limpopo.

#### Basso Veld
Il Basso Veld (in inglese "Low Veld") è un sistema di pianure di minore altitudine che bordeggiano l'Alto Veld in direzione del tropico. È caratterizzato da temperature più elevate e clima arido e semi-desertico.

#### Bushveld

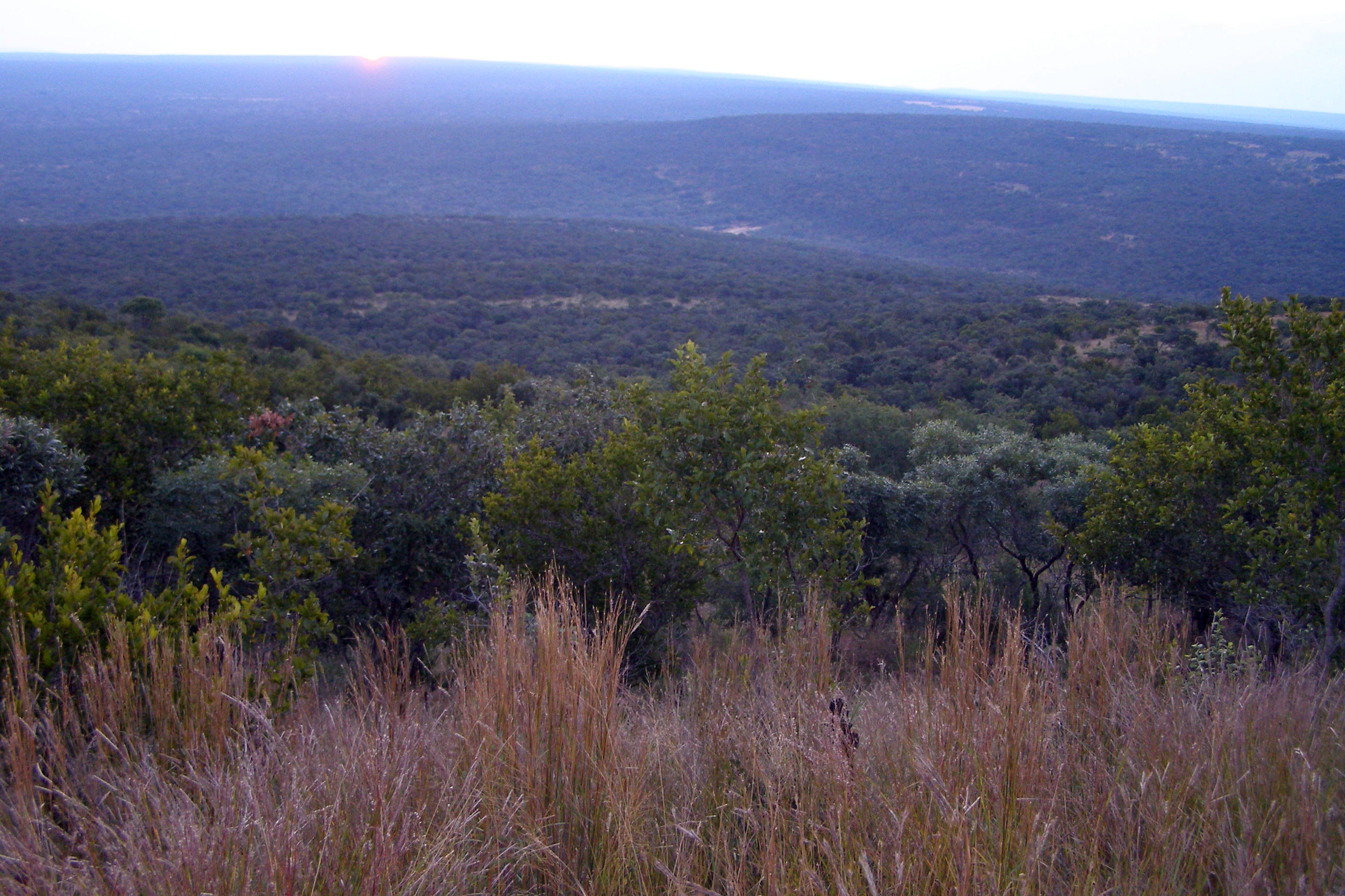
La vegetazione del Bushveld

Il bacino del Bushveld è una regione allungata in direzione est-ovest, di circa 350 km di lunghezza e 150 di larghezza. È circondata dai sistemi collinari del Magaliesberg e del Witwatersrand a sud, dal Waterberg a nord e dalla scarpata dello Mpumalanga a est. La vegetazione è in gran parte costituita da prateria aperta e savana, ad altitudini variabili fra 600 e 1.500 m. Le savane del Bushveld sono particolarmente note dal punto di vista turistico, poiché a quest'area appartiene il più rinomato parco nazionale del Sudafrica, il Kruger. Sempre nel Bushveld si trovano anche i più importanti giacimenti di cromo, vanadio e platino del paese.

#### Middleveld del Capo
La parte più occidentale dell'altopiano interno del Sudafrica prende il nome di Middleveld ("veld intermedio") del Capo (Cape Middleveld). A nord ed est è delimitato dal fiume Orange, a ovest dalla Grande Scarpata e a sud dal Karoo settentrionale. Morfologicamente, il Middleveld è una pianura aperta, ad altitudine variabile fra 300 e 900 m s.l.m.
Il Middleveld del Capo presenta temperature da 12 a 32 °C in estate e da 0 a 22 °C in inverno, e scarse precipitazioni (da 100 a 400 mm annui).

#### Kalahari

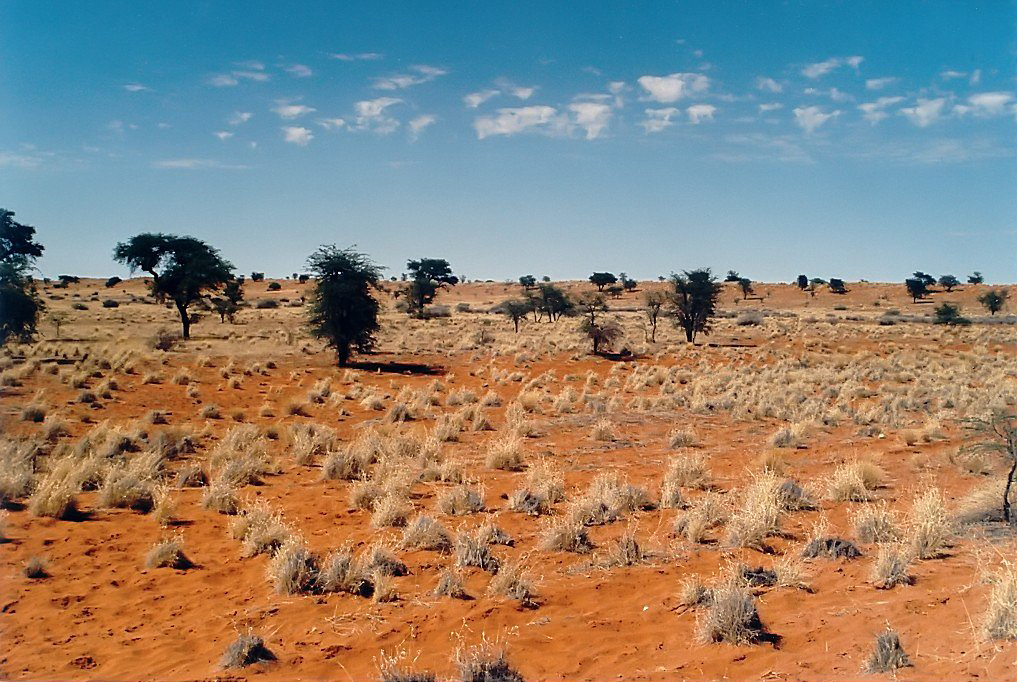
Panorama del Kalahari (Namibia)

Il Sudafrica nordoccidentale comprende una piccola porzione del deserto e del bacino del Kalahari, che con i suoi 520.000 km² è il quarto deserto più grande del mondo, e si estende in gran parte negli stati confinanti del Botswana, dello Zimbabwe e della Namibia. L'altitudine media è di 900 m. È un deserto sabbioso con clima arido e semi-arido, con precipitazioni inferiori ai 175 mm annui nella parte sudoccidentale e temperature medie estive che variano dai 20 ai 40 °C. In questa zona, in particolare nei dintorni di Upington, si registrano le temperature più elevate di tutto il Sudafrica, con massimi storici registrati intorno ai 52 °C. In inverno il clima è secco e freddo, con una temperatura minima che può essere sotto lo zero di media e gelate notturne.

#### Pianura del Limpopo
La Pianura del Limpopo (in inglese Limpopo Plain), detta anche Valle del Medio Limpopo (Middle Limpopo Valley), è una vasta pianura delimitata a nord dal fiume Limpopo e a sud dai sistemi montuosi del Waterberg e del Soutpansberg. Presenta una vegetazione simile a quella del Bushveld nella parte occidentale e alberi di mopane a est. Le temperature variano da 2 °C a 32 °C con medie annuali intorno ai 20 °C, e 200–600 mm di pioggia annui.

## Costa
Il Sudafrica è dotato di una costa ininterrotta di 2500 km, che si estende dal confine con la Namibia a ovest, costeggiando prima l'Oceano Atlantico e poi l'Oceano Indiano, fino al confine col Mozambico a est. La linea di demarcazione fra l'Oceano Atlantico e l'Oceano Indiano è convenzionalmente situata a Cape Agulhas, che è anche il promontorio più meridionale del Sudafrica e dell'interno continente.
La costa sudorientale è umida e gode di abbondanti precipitazioni invernali, con temperature invernali mai troppo rigide. A sud, e procedendo poi verso ovest il clima diventa meno piovoso, ma sempre mite, fino alla zona della Garden Route e della Penisola del Capo, dove si ha un clima di tipo mediterraneo che consente lo sviluppo di una rigogliosa vegetazione endemica, nota come fynbos, in parte simile alla macchia mediterranea.
Il clima delle coste è in generale influenzato da importanti correnti oceaniche, fra cui la corrente fredda del Benguela, proveniente dall'Oceano Antartico, che lambisce la costa sudoccidentale e occidentale del paese e contribuisce anche alla ricchezza di plancton e quindi alla pescosità delle acque costiere. La costa orientale è invece toccata dalla corrente calda del Mozambico. L'incontro di queste correnti intorno all'estremità sudoccidentale del paese (zona di Cape Agulhas) causa frequenti precipitazioni, forti venti, mare mosso e temporali. Soprattutto la costa occidentale è flagellata da venti quasi tutto l'anno, sia provenienti da sudest che da nordovest.
La costa è sostanzialmente lineare, con poche baie di rilievo; tra queste si possono citare Algoa Bay (presso Port Elizabeth), la Falsa Baia e Table Bay (penisola del Capo) e Saldanha Bay, a nord di Città del Capo, che è l'unico porto naturale del paese.
Lungo la costa sono presenti diverse isole di piccole dimensioni, tra cui l'isola Dassen (55 km a nord di Città del Capo), Duiker Island, Robben Island e Seal Island (tutte e tre nelle immediate vicinanze di Città del Capo).

## Sistemi montuosi
I due sistemi montuosi sono la Grande Scarpata e le Catene del Capo.

### Grande Scarpata
La struttura orografica del Sudafrica è dominata dalla Grande Scarpata (in inglese "Great Escarpment") che separa le coste a sud dall'altopiano centrale, circondato dalla scarpata a est, sud e ovest. La distanza fra la costa e la Grande Scarpata è massima nella Provincia di KwaZulu-Natal, nella parte orientale del paese. L'altitudine della Scarpata decresce gradualmente verso nordovest. Alla Grande Scarpata appartengono i principali sistemi montuosi del Sudafrica, fra cui i Drakensberg ("Monti del Drago").

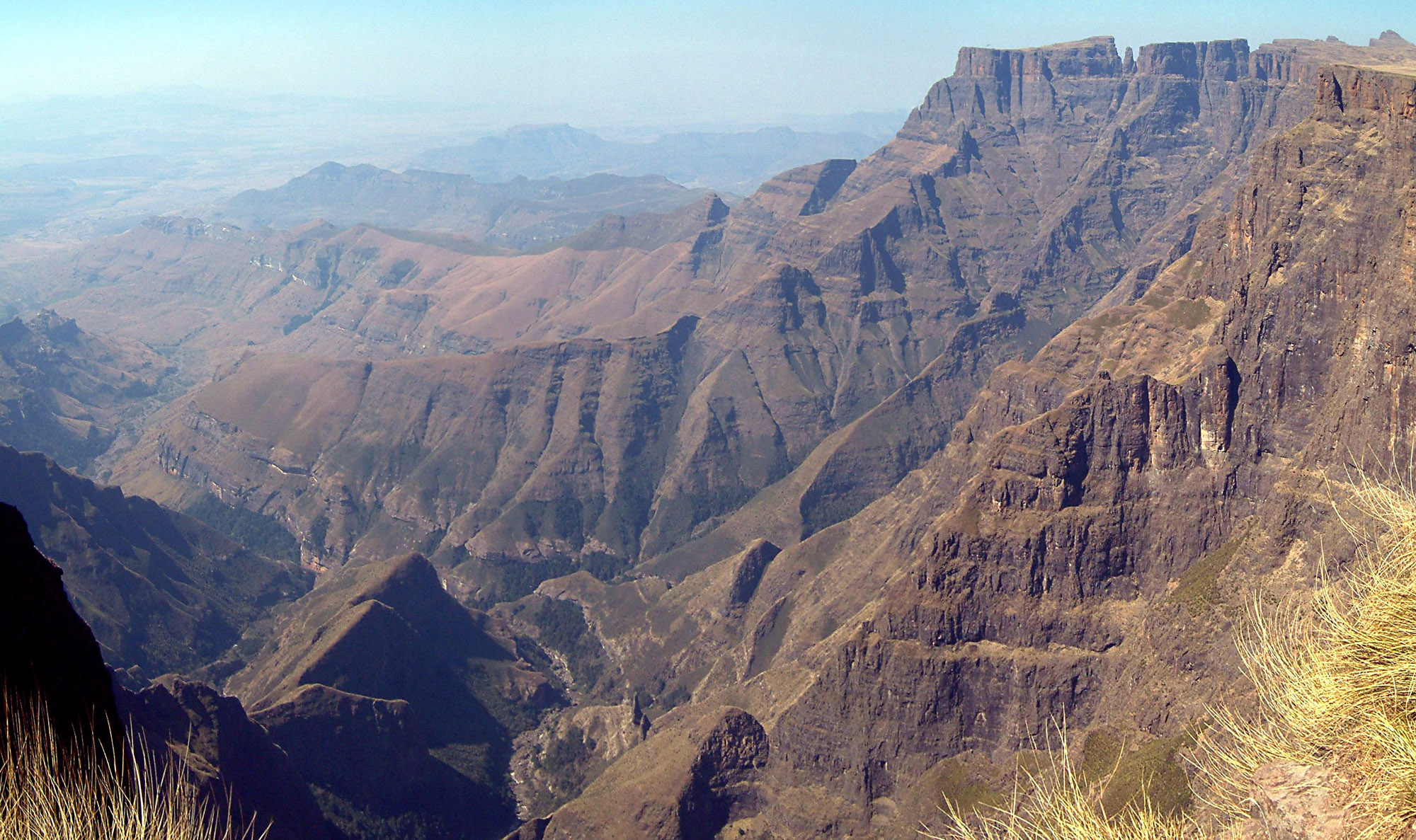
Panorama dei Drakensberg, KwaZulu-Natal

La principale catena montuosa del sistema della Grande Scarpata è quella dei Drakensberg, situati all'estremità orientale della scarpata, orientati da sudovest a nordest per una lunghezza complessiva di circa 1000 km. Appartengono in parte al Sudafrica e in parte al Lesotho, e costituiscono parte del confine fra questi due paesi. Sono i monti più alti dell'Africa meridionale, con i picchi di massima altitudine nel versante del Lesotho; il Njesuthi (3.408 m) è comunque il punto più elevato del Sudafrica. Ricevono frequenti nevicate e sono sede di diversi impianti sciistici. Un gruppo di rilievi con cime oltre i 3.000 m, appartenenti ai Drakensberg, prendono il nome di Mont-Aux-Sources.
L'estremo opposto della Grande Scarpata è segnata dai Roggeveldberge ("monti del Roggeveld", dal nome della parte orientale del Karoo), che delimitano a est il Karoo. In questa zona si registrano i climi più freddi del Sudafrica; a Sutherland, nella parte orientale dei Roggeveldberge, le temperature invernali possono scendere sotto i -15 °C.

### Catene del Capo

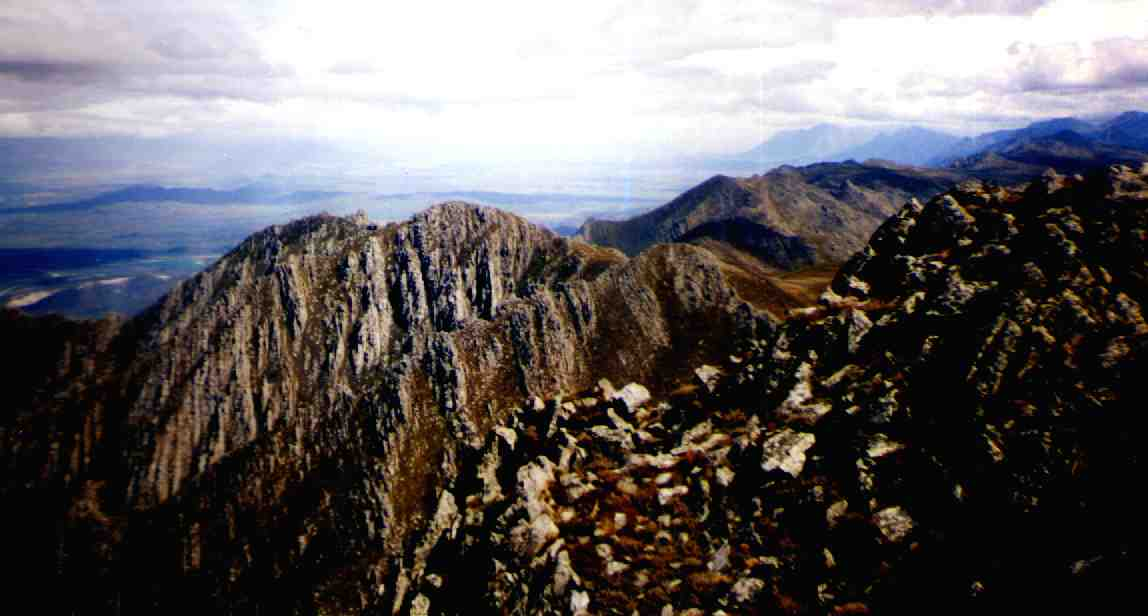
Panorama del Cape Fold Belt, zona della valle del Koo, presso Robertson

Le Catene del Capo (Cape Fold Belt) sono un sistema montuoso che attraversa il Sudafrica sudoccidentale, a nord della Penisola del Capo. La sua struttura riproduce su scala minore quella della Grande Scarpata. La massima altitudine della catena è raggiunta dalla vetta del Seweweekspoortpiek (2325 m). Questi monti possono ricevere nevicate invernali.
Al Cape Fold Belt appartengono numerosi sistemi montuosi, fra cui:
- i monti Cederberg, circa 300 km a nord di Città del Capo, con un'estensione di circa 50 km da nord a sud e 20 km da est e ovest; fra i monti più elevati della catena ci sono il Sneeuberg (2026 m) e il Tafelberg (1969 m, da non confondersi con la Table Mountain nei pressi di Città del Capo).
- gli Hottentots Holland, che separano l'area metropolitana di Città del Capo dall'Overberg;
- i monti Tsitsikamma, situati lungo la Garden Route, a cavallo del confine fra le province del Capo Occidentale e del Capo Orientale. Il punto più alto è il picco di Formosa (1.675 m).

## Idrografia
Il Sudafrica ha solo tre grandi fiumi: il Limpopo, l'Orange e il suo tributario principale, il Vaal. L'Orange è il più lungo (2.100 km); nasce nel Lesotho (dove prende il nome di Senqu), dalle pendici occidentali dei Drakensberg, per poi scorrere verso nordovest lungo il confine con la Namibia e sfociare nell'Atlantico. Anche il Vaal origina dai Drakensberg, nei pressi dello Swaziland, e dopo 1.120 km confluisce nell'Orange. Il Limpopo nasce ancora più a nord, nell'Alto Veld a nord di Pretoria, e scorre verso nordest ed est lungo i confini di Botswana e Zimbabwe per poi entrare nel Mozambico e sfociare nell'Oceano Indiano al termine di un percorso di 1.700 km.
Lungo la costa sono allineati una quantità di fiumi minori, che drenano il versante inferiore dei monti; fra i più importanti c'è il Tugela, che nasce anch'esso dai Drakensberg e dà origine a una celebre cascata. Nessuno di questi fiumi è comunque di portata tale da consentire la navigazione.
Data l'aridità del territorio, l'irrigazione e le dighe sono estremamente importanti. La più grande diga del Sudafrica è la Gariep Dam, sul fiume Orange.

## Risorse naturali
Nel Sudafrica si trovano importanti giacimenti di risorse naturali, inclusi oro, carbone, manganese, nickel, stagno, uranio, diamanti, platino, bronzo, gas naturale, ferro, cromo, antimonio, vanadio, fosfati.